# Monumento a Juan Sebastián Elcano (Sevilla)

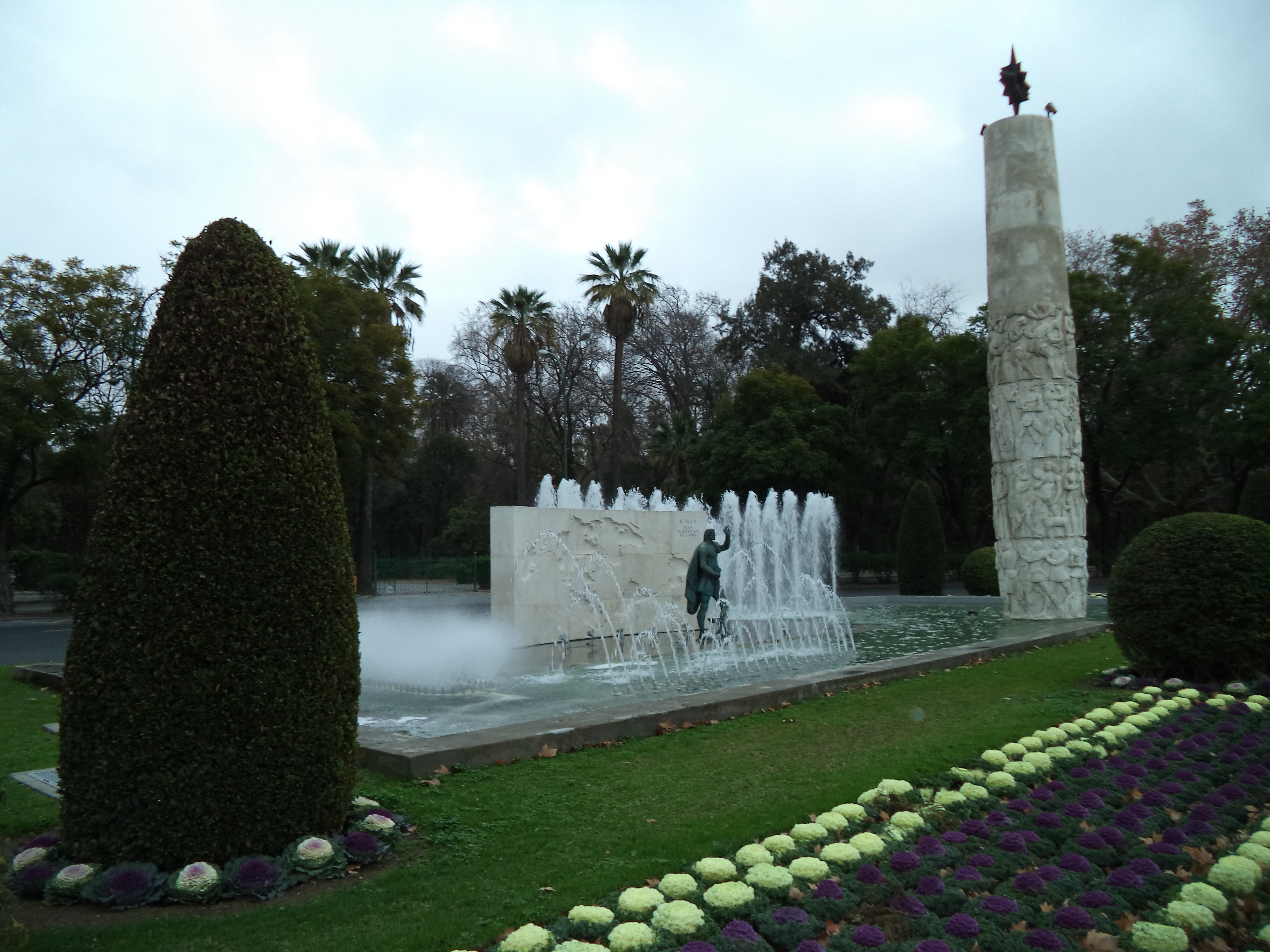
Vista del conjunto.

El Monumento a Juan Sebastián Elcano un monumento ubicado en la Glorieta de los Marineros Voluntarios en Sevilla (España).
Se compone de un conjunto monumental dedicado al navegante Juan Sebastián Elcano homenajeando la primera vuelta al mundo finalizada el 8 de septiembre de 1522 con su llegada a Sevilla.

## Historia
Los inicios del monumento se deben a un concurso público organizado por el Ayuntamiento de Sevilla el 8 de octubre de 1964, ganado por el escultor, pintor, escritor y catedrático granadino Antonio Cano Correa, aprobándose con el presupuesto de 1969, fecha en que se eligió su ubicación, y comenzó su talla, después de tres años de trabajo, el monumento fue inaugurado el 27 de octubre de 1972.
La razón del monumento era para conmemorar la hazaña conseguida por 250 marineros, que iniciaron su viaje desde Sevilla el 10 de agosto de 1519, en 5 naos (la Trinidad, la San Antonio, la Concepción, la Santiago y la Victoria), siendo capitaneadas por el navegante y conquistador Fernando de Magallanes. Siendo los primeros en circunnavegar la Tierra por vez primera, el 8 de septiembre de 1522 regresaron a Sevilla un total de 18 hombres a bordo de la nao Victoria, capitaneada por Juan Sebastián Elcano, ya que Fernando de Magallanes había fallecido en Filipinas durante un enfrentamiento con los indígenas.
En el año 1974 se le añadieron luces y agua convirtiéndose a su vez en fuente luminosa.

## Descripción
Realizado en piedra, bronce y vegetación, está compuesto por un paramento en piedra caliza semicircular de 2,5 metros de altura y 7 metros de anchura, con un mapamundi tallado en hueco-relieve, delante se muestra la figura del navegante realizada en bronce y con una altura de 2 metros, representando su triunfal entrada en Sevilla, saludando con la mano izquierda, mientras en la mano derecha porta cartas de navegación y a sus pies hay una gaviota representando un símbolo marino, y una columna de 12 metros de altura con un diámetro de 2 metros, en la que se pueden observar narrado en bajorrelieve la hazaña conseguida de la vuelta al mundo. La columna está coronada por una rosa de los vientos en bronce.
A su vez la columna está dividida en cuatro pisos, cada uno de ellos tiene 10 figuras.
El primer nivel detalla la partida de la expedición desde Sevilla, las figuras representan varias clases sociales despidiendo a la expedición, como representación de la clase alta se pueden observar dos figuras entrelazadas vestidas con lujoso vestuario decorado, otros personajes se pueden identificar fácilmente al estar tallados sus rostros, así se pueden identificar a José Hernández Díaz y Antonio Sancho Corbacho (compañeros y amigos del artista), como clase trabajadora se localiza un autorretrato del autor, vestido con traje de la época y un perro a sus pies en señal de fidelidad, en el marinero vuelto de espalda está retratado su propio hijo.

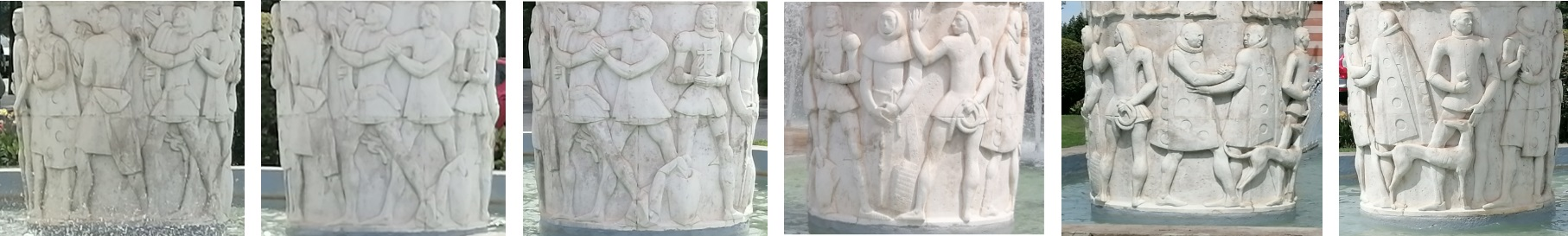
Nivel 1.

El segundo nivel es una representación de los pueblos con los que contactan en sus distintos desembarcos, muestra marineros oteando el horizonte, otros portando velas y víveres, otros están desnudos con guirnaldas de flores.

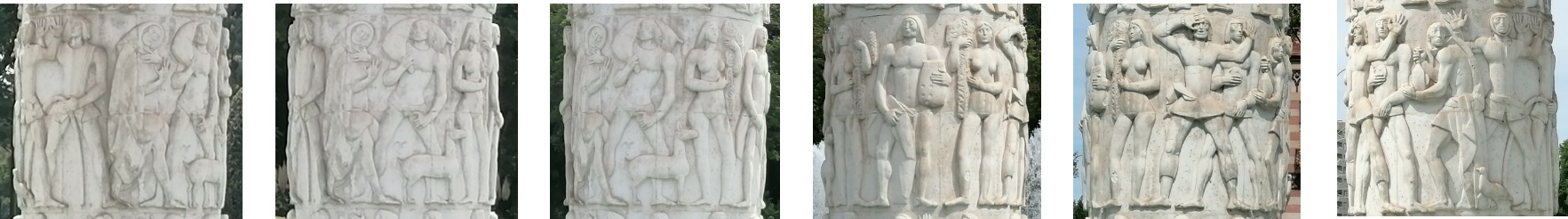
Nivel 2.

En el tercer nivel se puede observar la lucha con alguno de los pueblos y la posterior muerte de Magallanes, que está postrado su cuerpo abatido, espadas, lanzas, etc. Se distinguen dos escenas separadas por un árbol, a un lado indígenas, a otro navegantes.

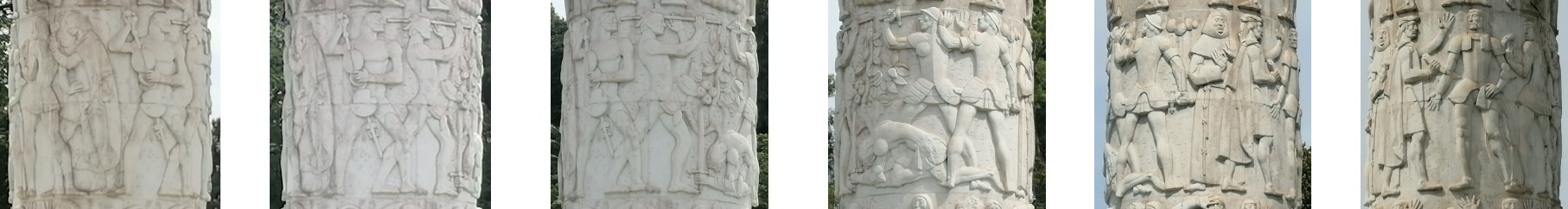
Nivel 3.

En el cuarto nivel hay una representación del regreso a la ciudad de Sevilla y la visita a la Virgen de la Antigua, en la Catedral de Sevilla, dando gracias por haber sobrevivido, también se han distinguido dos grupos, a derecha e izquierda, con dos ángeles sobre ellos, al frente de la marcha, se observa a Juan Sebastián Elcano, sobre su cabeza se puede ver el año en que se finalizó la obra, y en una cinta que cuelga sobre su espalda aparece la firma del artista, Antonio Cano. La documentación histórica procede de la crónica del marino Antonio Pigafetta, Relación del primer viaje alrededor del mundo.

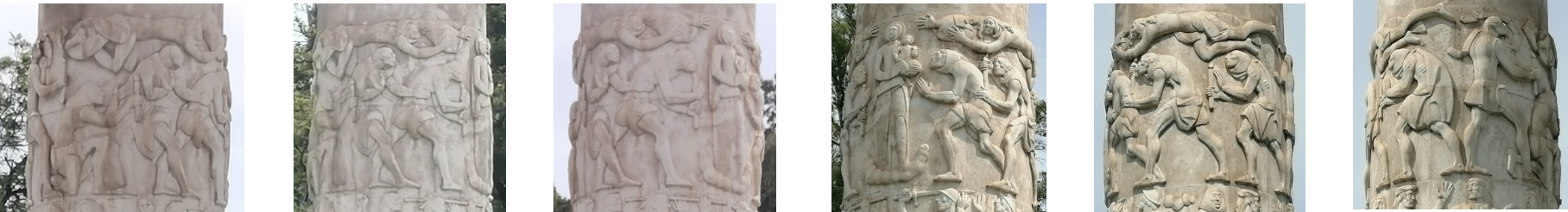
Nivel 4.

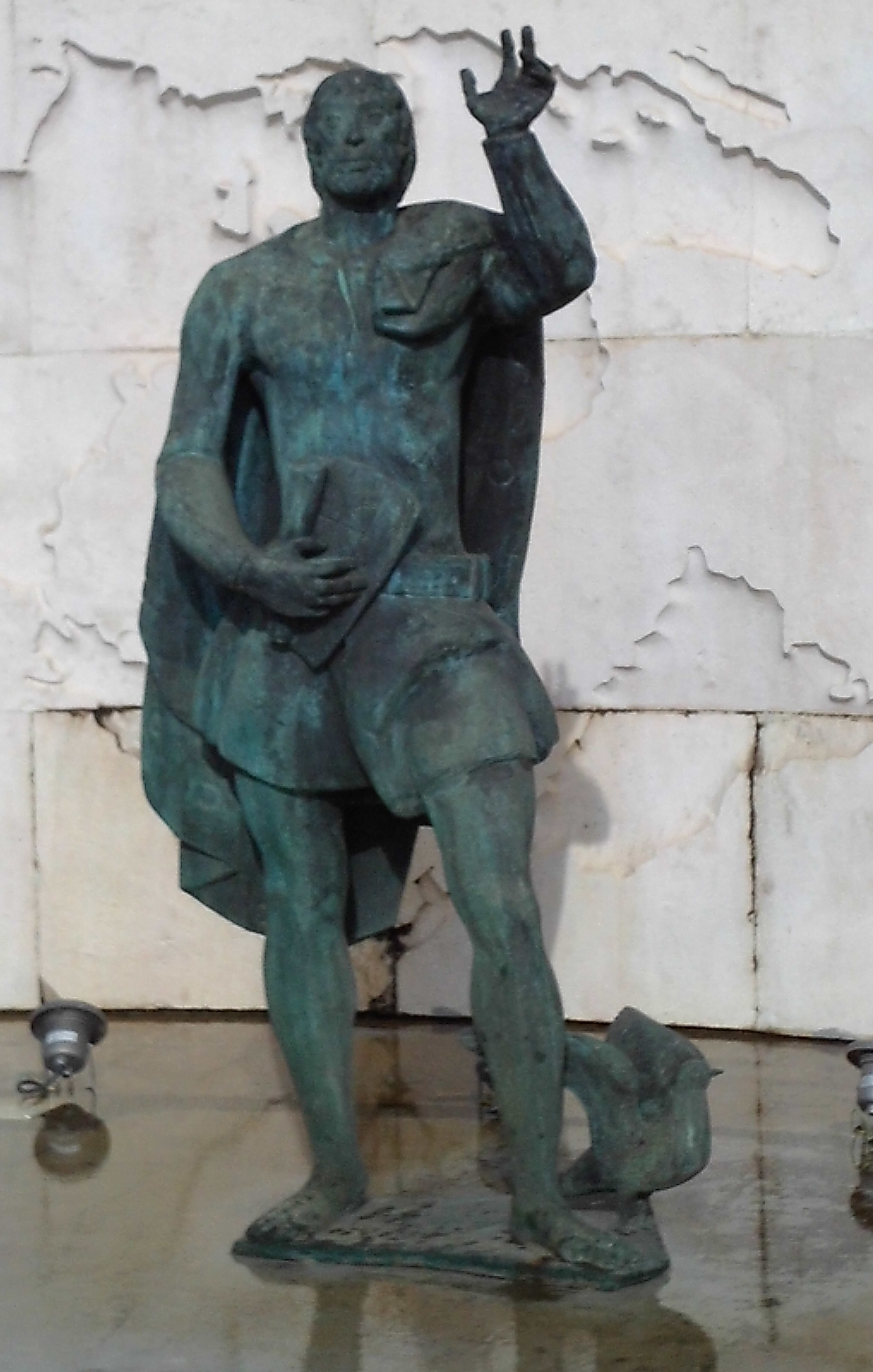
Detalle del monumento a Juan Sebastián Elcano mostrando al navegante en primer plano.

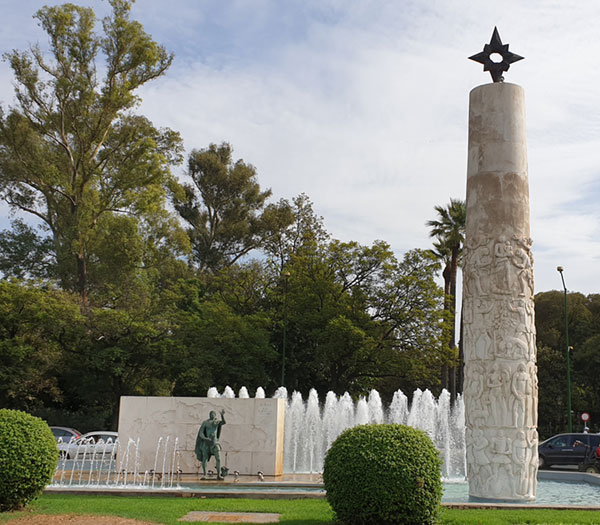
Conjunto monumental en su totalidad.

## Restauración y limpieza
En julio de 2021 se procedió a la limpieza y restauración del monumento en general, después de que el escultor se quejase por diversas causas del monumento en 1991.

## Galería de fotos

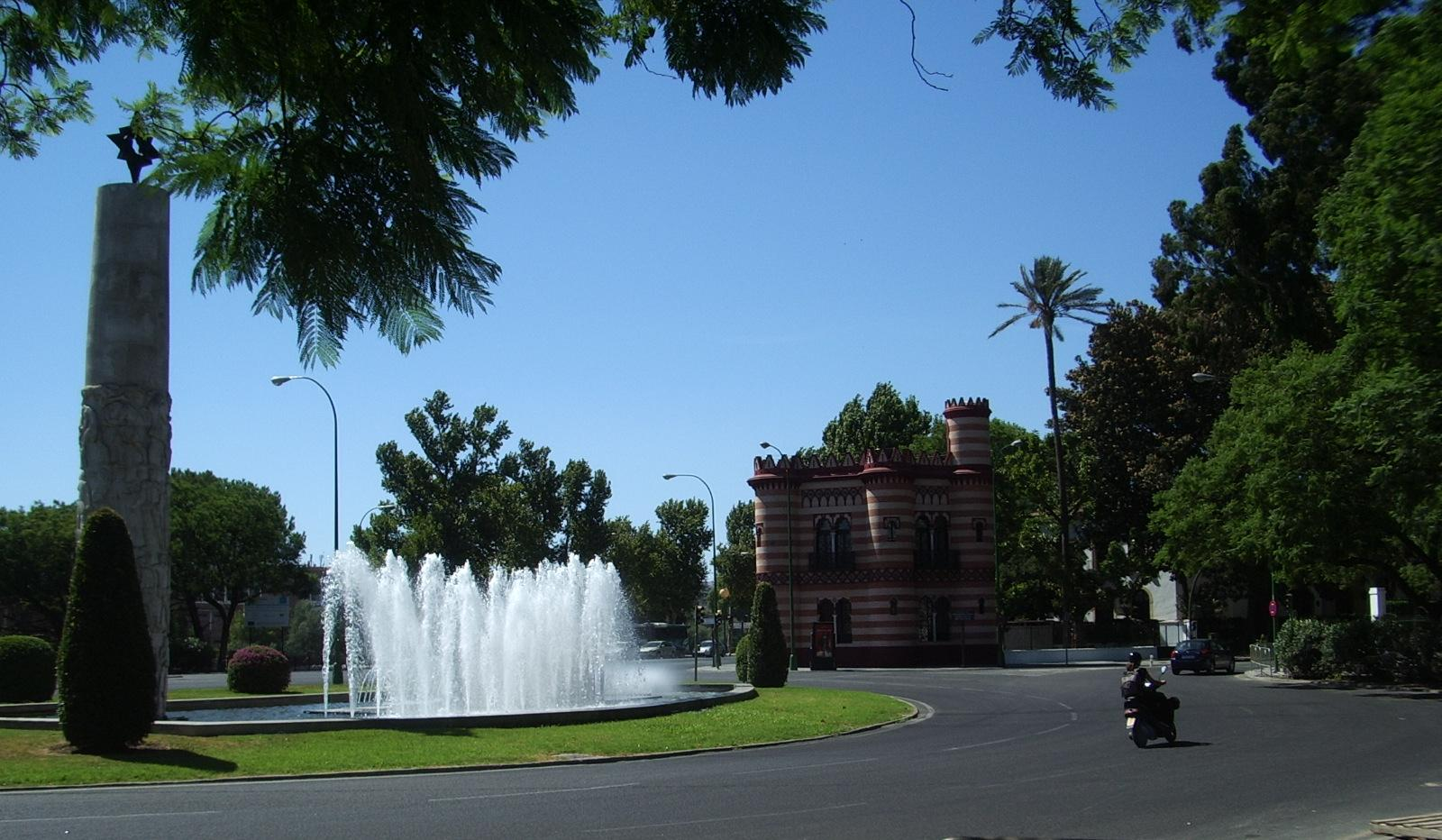
Vista desde un lateral con fuente en primer plano.
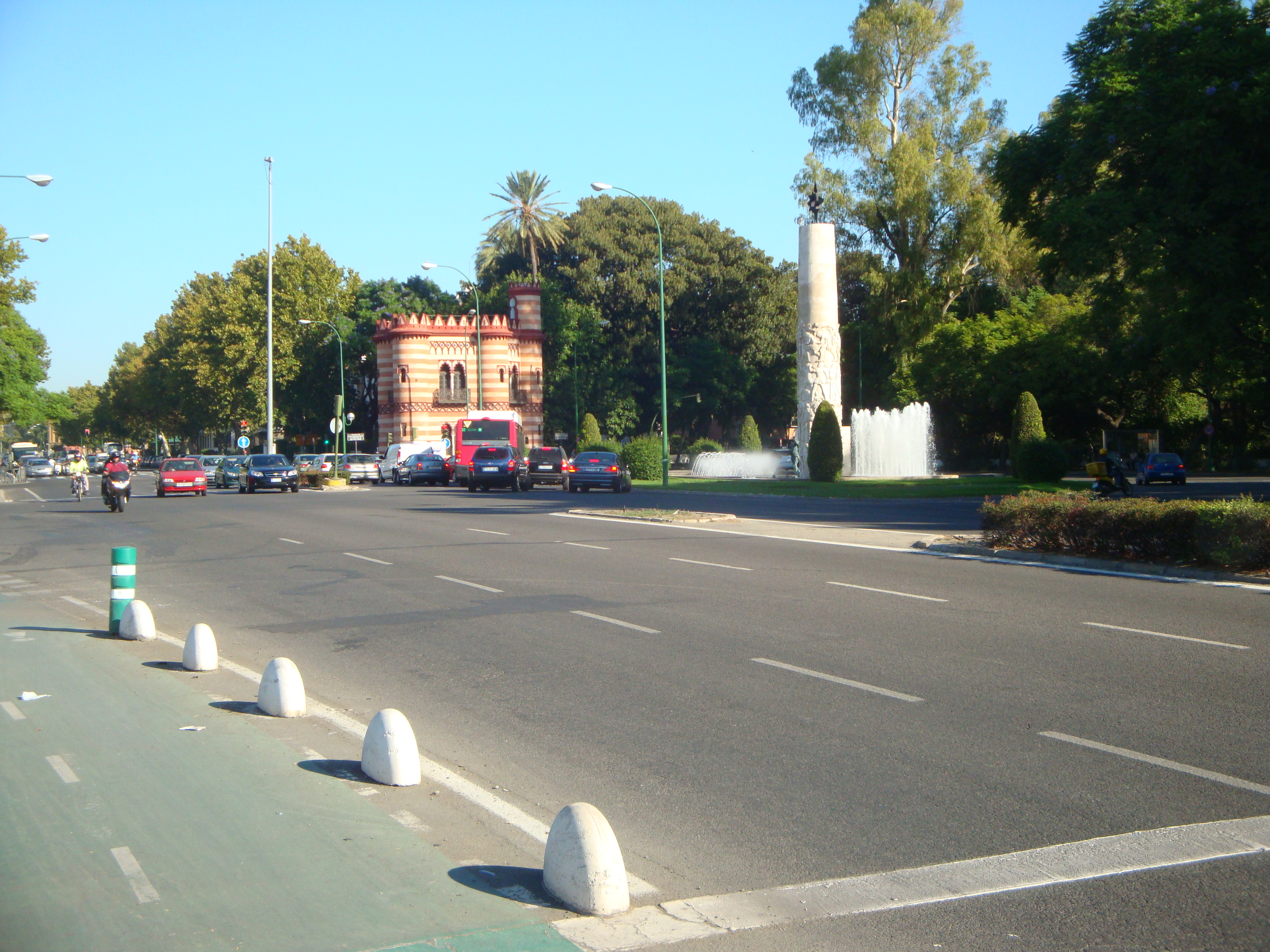
Vista desde un lateral.
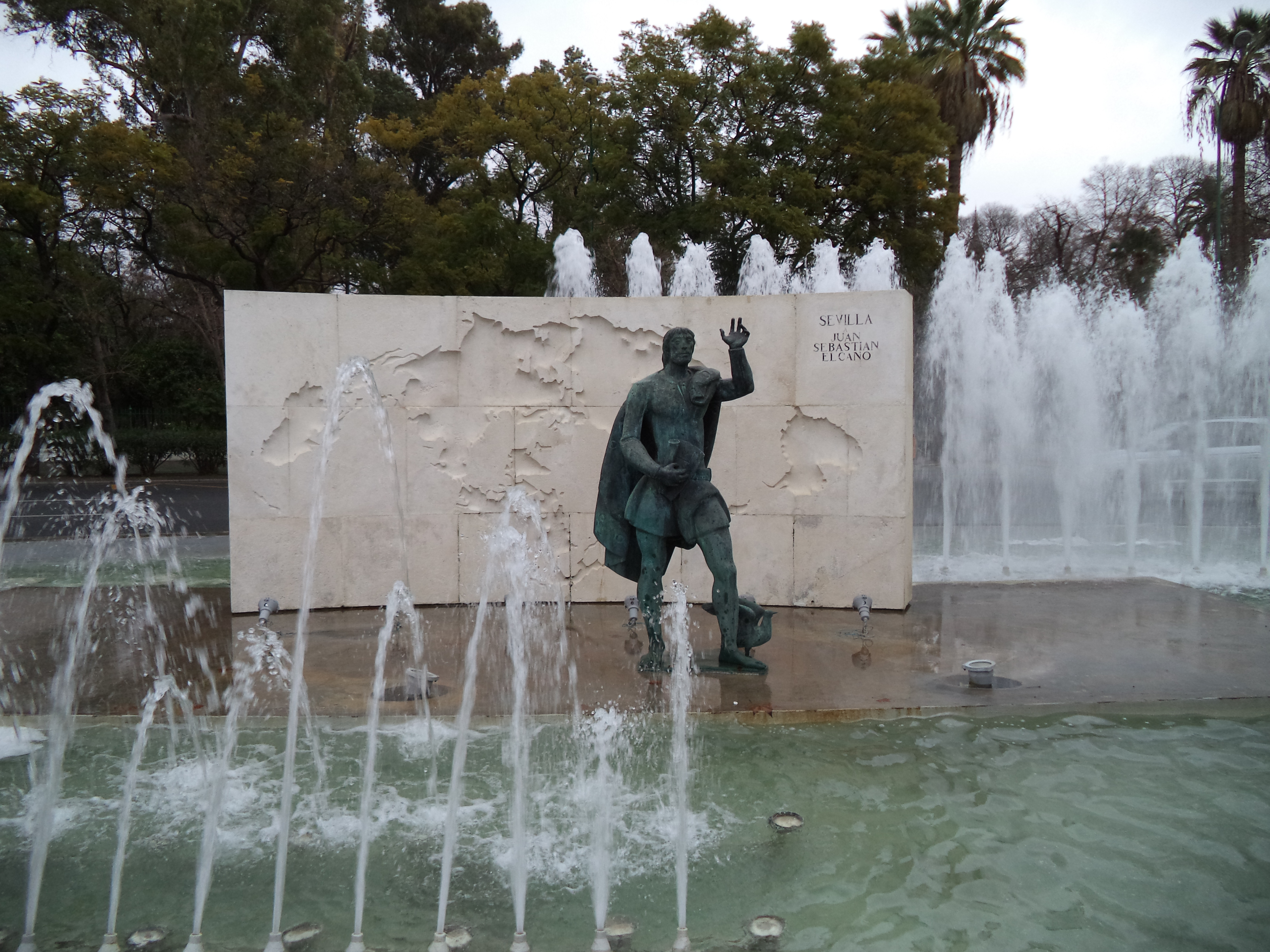
Detalle con el mapa del mundo abstracto y la estatua de Juan Sebastián Elcano